# 9e étape du Tour de France 1997
Pour un article plus général, voir Tour de France 1997.
La neuvième étape du Tour de France 1997 s'est déroulée le 14 juillet 1997 entre Pau et Loudenvielle sur un parcours de 182 km. Cette première étape de montagne de ce Tour 1997 est remportée par le Français Laurent Brochard. Le Français Cédric Vasseur parvient à garder son maillot jaune avec 13 secondes d'avance sur l'Allemand Jan Ullrich.

## Profil et parcours
Le parcours de 182 km franchit les cols du Soulor, du Tourmalet, d'Aspin et pour la première fois le col d'Azet.

## Classement de l'étape
| \| Classement de l'étape \| Classement de l'étape \| Classement de l'étape \| Classement de l'étape \| Classement de l'étape \| \| Coureur \| Coureur \| Pays \| Équipe \| Temps \| \| --------------------- \| --------------------- \| --------------------- \| ---------------------------- \| --------------------- \| \| 1er \| Laurent Brochard \| France \| Festina-Lotus \| 5 h 24 min 27 s \| \| 2e \| Richard Virenque \| France \| Festina-Lotus \| + 14 s \| \| 3e \| Marco Pantani \| Italie \| Mercatone Uno \| + 14 s \| \| 4e \| Jan Ullrich \| Allemagne \| Deutsche Telekom \| + 14 s \| \| 5e \| José María Jiménez \| Espagne \| Banesto \| + 33 s \| \| 6e \| Laurent Dufaux \| Suisse \| Festina-Lotus \| + 41 s \| \| 7e \| Fernando Escartín \| Espagne \| Kelme-Costa Blanca-Eurosport \| + 41 s \| \| 8e \| Bjarne Riis \| Danemark \| Deutsche Telekom \| + 41 s \| \| 9e \| Francesco Casagrande \| Italie \| Saeco-Estro \| + 1 min 07 s \| \| 10e \| Abraham Olano \| Espagne \| Banesto \| + 1 min 07 s \| |                      |           |                              |                 |
| |                      |           |                              |                 |
| |                      |           |                              |                 |
| Classement de l'étape |                      |           |                              |                 |
| Coureur | Coureur              | Pays      | Équipe                       | Temps           |
| 1er | Laurent Brochard     | France    | Festina-Lotus                | 5 h 24 min 27 s |
| 2e | Richard Virenque     | France    | Festina-Lotus                | + 14 s          |
| 3e | Marco Pantani        | Italie    | Mercatone Uno                | + 14 s          |
| 4e | Jan Ullrich          | Allemagne | Deutsche Telekom             | + 14 s          |
| 5e | José María Jiménez   | Espagne   | Banesto                      | + 33 s          |
| 6e | Laurent Dufaux       | Suisse    | Festina-Lotus                | + 41 s          |
| 7e | Fernando Escartín    | Espagne   | Kelme-Costa Blanca-Eurosport | + 41 s          |
| 8e | Bjarne Riis          | Danemark  | Deutsche Telekom             | + 41 s          |
| 9e | Francesco Casagrande | Italie    | Saeco-Estro                  | + 1 min 07 s    |
| 10e | Abraham Olano        | Espagne   | Banesto                      | + 1 min 07 s    |

## Classement général
A l'issue de cette première étape de montagne, on dénombre de gros changements au niveau du classement général. Si le Français Cédric Vasseur (Gan) conserve le maillot jaune de leader, il ne possède plus que treize secondes d'avance sur l'Allemand Jan Ullrich (Deutsche Telekom), nouveau deuxième. L'Espagnol Abraham Olano (Banesto est le nouveau troisième du classement à une minute et quinze secondes. Parmi les autres favoris, on retrouve le tenant du titre le Danois Bjarne Riis (Deutsche Telekom) quatrième, Richard Virenque (Festina-Lotus) cinquième, Fernando Escartín (Kelme-Costa Blanca-Eurosport) sixième alors que le vainqueur de l'étape du jour Laurent Brochard (Festina-Lotus) fait également son entrée dans le top 10.
| \| Classement général \| Classement général \| Classement général \| Classement général \| Classement général \| \| Coureur \| Coureur \| Pays \| Équipe \| Temps \| \| ------------------ \| ------------------ \| ------------------ \| ---------------------------- \| ------------------ \| \| 1er \| Cédric Vasseur \| France \| Gan \| 47 h 14 min 35 s \| \| 2e \| Jan Ullrich \| Allemagne \| Deutsche Telekom \| + 13 s \| \| 3e \| Abraham Olano \| Espagne \| Banesto \| + 1 min 14 s \| \| 4e \| Bjarne Riis \| Danemark \| Deutsche Telekom \| + 1 min 43 s \| \| 5e \| Richard Virenque \| France \| Festina-Lotus \| + 1 min 43 s \| \| 6e \| Fernando Escartín \| Espagne \| Kelme-Costa Blanca-Eurosport \| + 2 min 14 s \| \| 7e \| Oscar Camenzind \| Suisse \| Mapei-GB \| + 2 min 27 s \| \| 8e \| Laurent Dufaux \| Suisse \| Festina-Lotus \| + 2 min 48 s \| \| 9e \| Daniele Nardello \| Italie \| Mapei-GB \| + 3 min 49 s \| \| 10e \| Laurent Brochard \| France \| Festina-Lotus \| + 4 min 04 s \| |                   |           |                              |                  |
| |                   |           |                              |                  |
| |                   |           |                              |                  |
| Classement général |                   |           |                              |                  |
| Coureur | Coureur           | Pays      | Équipe                       | Temps            |
| 1er | Cédric Vasseur    | France    | Gan                          | 47 h 14 min 35 s |
| 2e | Jan Ullrich       | Allemagne | Deutsche Telekom             | + 13 s           |
| 3e | Abraham Olano     | Espagne   | Banesto                      | + 1 min 14 s     |
| 4e | Bjarne Riis       | Danemark  | Deutsche Telekom             | + 1 min 43 s     |
| 5e | Richard Virenque  | France    | Festina-Lotus                | + 1 min 43 s     |
| 6e | Fernando Escartín | Espagne   | Kelme-Costa Blanca-Eurosport | + 2 min 14 s     |
| 7e | Oscar Camenzind   | Suisse    | Mapei-GB                     | + 2 min 27 s     |
| 8e | Laurent Dufaux    | Suisse    | Festina-Lotus                | + 2 min 48 s     |
| 9e | Daniele Nardello  | Italie    | Mapei-GB                     | + 3 min 49 s     |
| 10e | Laurent Brochard  | France    | Festina-Lotus                | + 4 min 04 s     |

## Classements annexes

### Classement par points
À l'issue de cette étape de montagne où les leaders de ce classement ont marqué peu de points, l'Allemand Erik Zabel (Deutsche Telekom) est toujours en tête du classement par points. Le porteur du maillot vert devance le Français Frédéric Moncassin (Gan) de 69 points et le Néerlandais Jeroen Blijlevens de 84 points.
| Classement par points | Classement par points | Classement par points | Classement par points | Classement par points |
| Coureur               | Coureur               | Pays                  | Équipe                | Points                |
| --------------------- | --------------------- | --------------------- | --------------------- | --------------------- |
| 1er                   | Erik Zabel            | Allemagne             | Deutsche Telekom      | 242 pts               |
| 2e                    | Frédéric Moncassin    | France                | Gan                   | 173 pts               |
| 3e                    | Jeroen Blijlevens     | Pays-Bas              | TVM-Farm Frites       | 159 pts               |
| 4e                    | Nicola Minali         | Italie                | Batik-Del Monte       | 121 pts               |
| 5e                    | Robbie McEwen         | Australie             | Rabobank              | 112 pts               |

### Classement du meilleur grimpeur
Avec 63 points marqués aujourd'hui lors de cette première étape de montagne, Laurent Brochard (Festina-Lotus) conserve la tête du classement du meilleur grimpeur mais le porteur du maillot blanc à pois rouge voit revenir à seulement dix points sont comptriote et coéquipier Richard Virenque. L'Allemand Jan Ullrich (Deutsche Telekom) complète le podium provisoire, alors que grâce à Pascal Hervé et Laurent Dufaux, l'équipe Festina-Lotus place quatre de ses coureurs dans les cinq premiers du classement.
| Classement de la montagne | Classement de la montagne | Classement de la montagne | Classement de la montagne | Classement de la montagne |
| Coureur                   | Coureur                   | Pays                      | Équipe                    | Points                    |
| ------------------------- | ------------------------- | ------------------------- | ------------------------- | ------------------------- |
| 1er                       | Laurent Brochard          | France                    | Festina-Lotus             | 110 pts                   |
| 2e                        | Richard Virenque          | France                    | Festina-Lotus             | 100 pts                   |
| 3e                        | Jan Ullrich               | Allemagne                 | Deutsche Telekom          | 66 pts                    |
| 4e                        | Pascal Hervé              | France                    | Festina-Lotus             | 62 pts                    |
| 5e                        | Laurent Dufaux            | Suisse                    | Festina-Lotus             | 46 pts                    |

### Classement du meilleur jeune
Arrivé dans un petit groupe à treize secondes du vainqueur, l'Allemand Jan Ullrich (Deutsche Telekom) conserve la tête du classement du meilleur jeune et fait déjà des écarts avec ses poursuivants. Il devance l'Italien Daniele Nardello (Mapei-GB) de plus de trois minutes et 30 secondes et l'Autrichienl Peter Luttenberger (Rabobank) de 4 minutes.
| Classement du meilleur jeune | Classement du meilleur jeune | Classement du meilleur jeune | Classement du meilleur jeune | Classement du meilleur jeune |
| Coureur                      | Coureur                      | Pays                         | Équipe                       | Temps                        |
| ---------------------------- | ---------------------------- | ---------------------------- | ---------------------------- | ---------------------------- |
| 1er                          | Jan Ullrich                  | Allemagne                    | Deutsche Telekom             | 47 h 14 min 48 s             |
| 2e                           | Daniele Nardello             | Italie                       | Mapei-GB                     | + 3 min 36 s                 |
| 3e                           | Peter Luttenberger           | Autriche                     | Rabobank                     | + 4 min 00 s                 |
| 4e                           | Joona Laukka                 | Finlande                     | Festina-Lotus                | + 6 min 29 s                 |
| 5e                           | Santiago Blanco              | Espagne                      | Banesto                      | + 12 min 51 s                |

### Classement par équipes
À l'issue de cette première étape de montagne, l'équipe allemande Deutsche Telekom reprend son leadership du classement par équipes. Elle voit cependant l'équipe française Festina-Lotus (qui profite d'un tir groupé de ces coureurs avec Laurent Brochard, Richard Virenque et Laurent Dufaux respectivement première, deuxième et sixième de l'étape) revenir à seulement une minute et 25 secondes. L'équipe Banesto complète le podium de ce classement avec un retard de quatre minutes et 44 secondes.
| Classement par équipes | Classement par équipes | Classement par équipes | Classement par équipes |
| Équipe                 | Équipe                 | Pays                   | Temps                  |
| ---------------------- | ---------------------- | ---------------------- | ---------------------- |
| 1re                    | Deutsche Telekom       | Allemagne              | 141 h 48 min 04 s      |
| 2e                     | Festina-Lotus          | France                 | + 1 min 25 s           |
| 3e                     | Banesto                | Espagne                | + 4 min 44 s           |
| 4e                     | Mercatone Uno          | Italie                 | + 11 min 55 s          |
| 5e                     | Mapei-GB               | Italie                 | + 13 min 39 s          |